# Otto Scheff
Otto Scheff (né le 12 décembre 1889 à Berlin et mort le 26 octobre 1956 à Maria Enzersdorf) est un nageur et un homme politique autrichien.

## Biographie
Il remporte aux Jeux olympiques intercalaires de 1906 à Athènes la médaille d'or du 400 mètres nage libre et la médaille de bronze du 1 mile nage libre. Aux Jeux olympiques d'été de 1908 à Londres , il est médaillé de bronze sur 400 mètres nage libre.
Membre du Parti populaire autrichien, il est de 1945 à 1953 député au Conseil national.
Il est de 1948 à 1956 vice-président du Comité olympique autrichien. Scheff intègre l'International Swimming Hall of Fame en 1988.